# François-Charlemagne Lefebvre
François-Charlemagne Lefevre (París, 1775-1839) fou un compositor francès del romanticisme.
El 1814 succeí al seu pare en el càrrec de bibliotecari de l'Òpera de París. Fou músic de Napoleó, motiu pel qual va escriure diverses cantates per a la seva execució en la cort.
Per a l'escena va produir els ballets d'espectacle: Pygmalion, Héro et Léandre, Les noces de Gamache, Lucas et Laurette, Venus et Adonis, Les sauvages de la mer du Sud, Vertumne et Pomone, etc.